# Weyland GmbH
Die Weyland GmbH ist ein österreichisches Großhandelsunternehmen mit Sitz in St. Florian am Inn. Das Familienunternehmen befindet sich vollständig im Besitz von Otto Weyland und ist auf den Vertrieb von Stahl, Bewehrung, Holzwerkstoffen und Zimmereibedarf spezialisiert. Zur Weyland GmbH gehören Beteiligungen und Tochterunternehmen in Österreich, Tschechien, Kroatien und Slowenien. Die Weyland Gruppe ist europaweit an 12 Standorten vertreten.

## Geschichte
Die Ursprünge des Unternehmens gehen auf das Jahr 1833 zurück, als Conrad Weyland ein Einzelhandelsgeschäft in Schärding gründete. 1936 folgte die Aufnahme der Großhandelstätigkeit und in weiterer Folge eine zunehmende Spezialisierung im Bereich Eisenwaren. 
Im Jahr 1966 verlegte das Unternehmen den Sitz nach St. Florian am Inn und erweiterte das Firmenareal seither kontinuierlich. In den folgenden Jahrzehnten entwickelte sich Weyland durch Investitionen in Fertigung und Logistik laufend weiter.

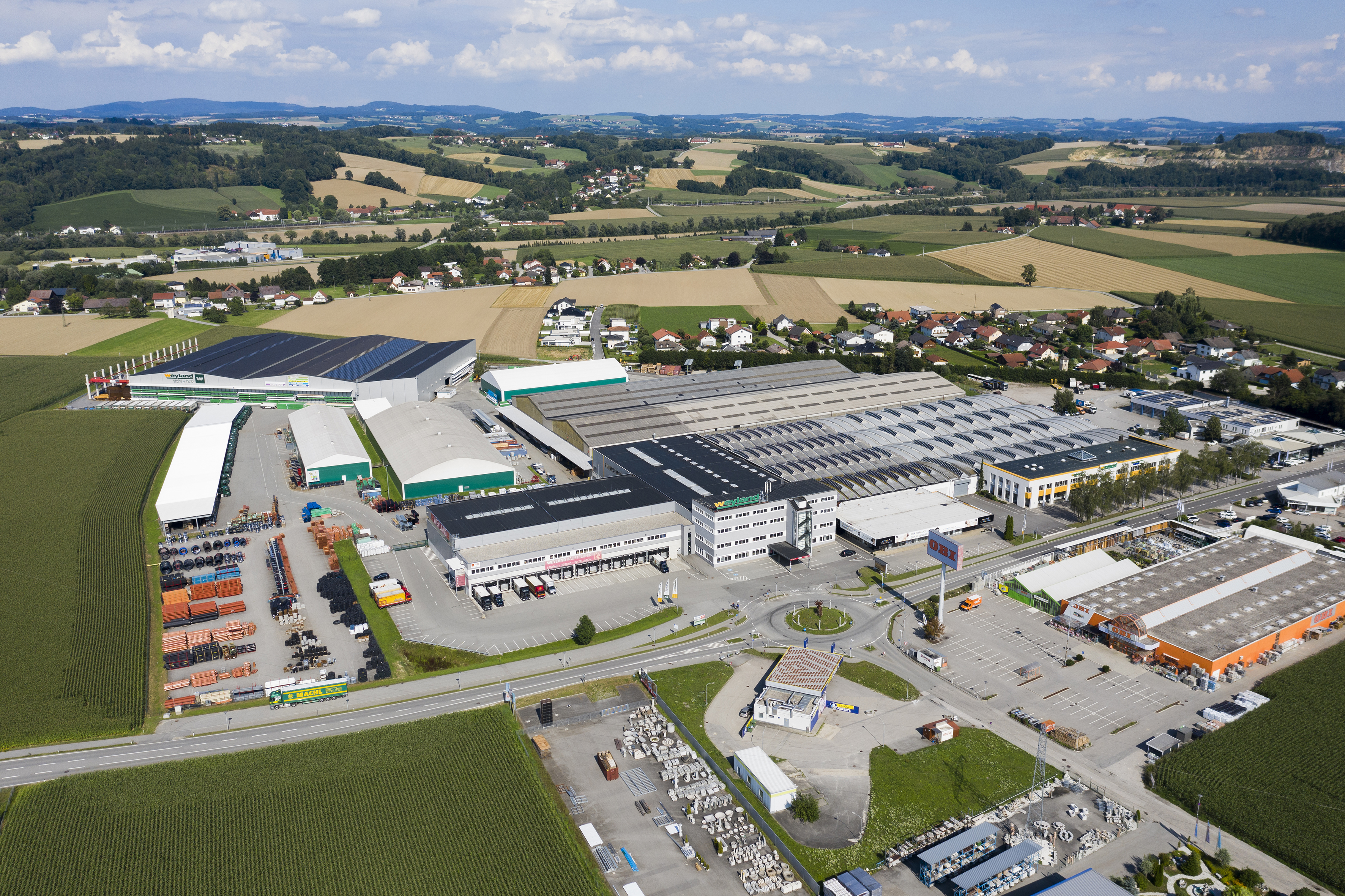
Weyland Zentrale in St. Florian am Inn (©Weyland Stahl+Holz)

Der Übergang zur heutigen Unternehmensform als Weyland GmbH erfolgte im Jahr 2000. Ab Beginn der 2000er Jahre stärkte das Unternehmen außerdem seine Marktpräsenz durch strategische Übernahmen und internationale Expansionen. Dazu zählten etwa der Markteintritt in Tschechien (ab 2001) sowie die Expansion nach Kroatien und Slowenien in den folgenden Jahren. 
Zuletzt wurde die Firma Ferrochema aus Spittal an der Drau in die Firmengruppe integriert. Zudem wurden neue Produktions- und Logistikstandorte errichtet, darunter ein Holzstandort in Wollsdorf, ein Bewehrungszentrum in Laufenbach sowie eine Abbundhalle in St. Florian am Inn.